# Villa l'Artaude
Pour les articles homonymes, voir Artaude (homonymie).
La villa l'Artaude, appelée aussi « villa Mandrot », est une maison simple aux murs de pierre brute construite par Le Corbusier en 1930, au chemin de l'Artaude au Pradet (à l'est de Toulon, dans le département du Var), pour Hélène de Mandrot. Elle est classée au titre des monuments historiques depuis 1987 et a reçu le label « Patrimoine du XXe siècle » par le Ministère de la Culture.

## Histoire
Le premier congrès international d'architecture moderne se tient en 1928 dans le château de La Sarraz en Suisse, propriété de la comtesse de Hélène de Mandrot, une riche mécène. Elle y rencontre alors pour la première fois Le Corbusier. Elle lui demande à l'été 1929 de lui dessiner une petite maison de vacances : « (…) je ne veux pas y mettre beaucoup d'argent, quelque chose dans le genre de celle de votre mère avec deux chambres à donner, quatre lits en plus et un jardin ».   
Le Corbusier construit une maison en L avec un sol en béton armé porté par une maçonnerie en pierre apparente formant chevalet réalisé par un entrepreneur local M Aimonetti Dominique en opus incertum donnant à la villa un aspect méditerranéen qui la distingue des autres œuvres de l'architecte. Des parois vitrées ferment l'ensemble. La villa est composée de 6 modules de quatre mètres sur quatre. Un bâtiment isolé constitue un pavillon d'amis. L'ensemble est protégé par une paroi coupe-vent. La villa s'ouvre au sud sur un jardin-terrasse, fermée sur 3 côtés et surplombant la pente du terrain. Au nord, la façade sur deux niveaux est lisse laissant voir une partie du sous-sol. 
Le jardin était agrémenté de deux sculptures de Jacques Lipchitz : Le Chant des voyelles (1931) et le Nu couché avec guitare (1928). 
La comtesse de Mandrot y emménage en juillet 1931. Des nouveaux travaux sont engagés immédiatement pour rendre la maison habitable - étanchéité, enduits sur les murs, pose de volets roulants, etc. - qui altèrent quelque peu le dessin d'origine. 
Aujourd'hui la villa est une propriété privée. Elle fait l’objet d’un classement au titre des monuments historiques depuis le 29 décembre 1987.